# Грошево
Грошево — российский военный полигон. Расположен в Астраханской области к северу от железнодорожной станции Владимировка и города Ахтубинск. Предназначен для испытания авиационной техники и проведения войсковых учений с применением авиации.

## Описание
Альтернативное название полигона: Владимировка, по названию железнодорожной станции.
Полигон принадлежит 929-му Государственному лётно-испытательному центру Министерства обороны имени В. П. Чкалова (ГЛИЦ).